# 佩欧勒
佩欧勒（法語：Péaule，法語發音：[peol]）是法国莫尔比昂省的一个市镇，属于瓦讷区。

## 地理
佩欧勒（47°34'55"N, 2°21'22"W）面积39.25 平方千米，位于法国布列塔尼大區莫尔比昂省，该省份为法国西北部沿海省份，位于布列塔尼半岛南部，北起阿摩尔滨海省、西接菲尼斯泰尔省，南濒大西洋，东南接大西洋卢瓦尔省，东临伊勒-维莱讷省。
与佩欧勒接壤的市镇（或旧市镇、城区）包括：利梅泽勒、卡当、贝加讷、尼维亚克、马尔藏、勒盖尔诺。

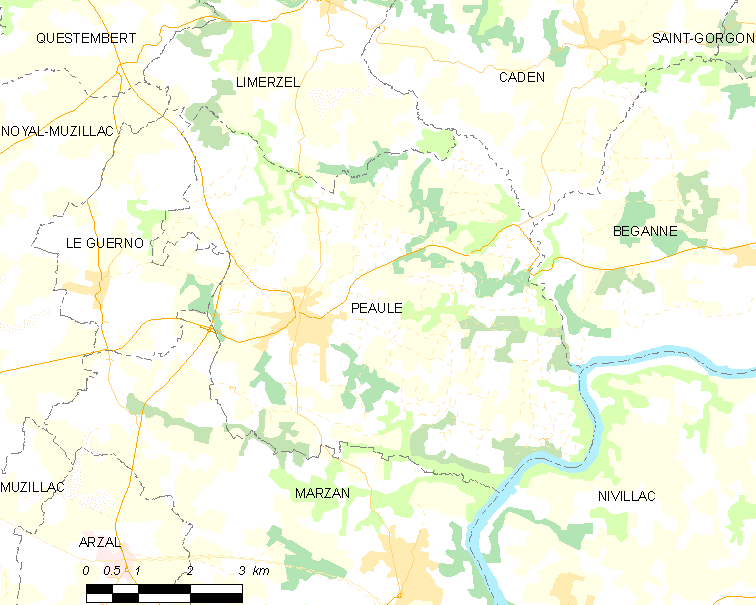
佩欧勒的OSM定位图

佩欧勒的时区为UTC+01:00、UTC+02:00（夏令时）。

## 行政
佩欧勒的邮政编码为56130，INSEE市镇编码为56153。

## 政治
佩欧勒所属的省级选区为米济亚克县。

## 人口

1962-2008年间佩欧勒人口变化图示

佩欧勒于2022年1月1日时的人口数量为2856人。